# Herman Feshbach
Herman Feshbach (* 2. Februar 1917 in New York City; † 22. Dezember 2000 in Cambridge, USA) war ein US-amerikanischer theoretischer Physiker. Er ist bekannt für seine bahnbrechenden Arbeiten auf dem Gebiet der Kernphysik.
Feshbach studierte am City College of New York (wo Julian Schwinger sein Klassenkamerad war, mit dem er lebenslang befreundet blieb) in New York (Bachelor-Abschluss 1937) und am Massachusetts Institute of Technology, wo er 1941 Instructor wurde und 1942 bei Philip Morse promovierte. Ab 1945 war er dort Assistant Professor, ab 1947 Associate Professor und ab 1955 Professor. 1967 bis 1973 leitete er dort das Center for Theoretical Physics und war 1973 bis 1983 Leiter der Physik-Fakultät. 1983 wurde er Institute Professor. 1987 emeritierte er.
Er war in der Verständigung zwischen US-Wissenschaftlern und sowjetischen Wissenschaftlern aktiv und setzte sich für Andrei Sacharow ein, den er nach dessen Rückkehr aus der Verbannung in Gorki besuchte. Außerdem war er aktiv in Fragen der Abrüstung von Kernwaffen und Mitgründer und erster Vorsitzender der Union of Concerned Scientists. 1969 war er Mitunterzeichner einer Protest-Note gegen Militärforschung am MIT.
Feshbach war eine der führenden Autoritäten in der Theorie der Kernstruktur und der Kernreaktionen und verfasste mehrere bekannte Lehrbücher. Er entwickelte 1958 eine allgemeine Theorie für Kernreaktionen, die auf der Projektion eines Kernzustands auf direkte und indirekte Kanäle basiert. Diese Methoden bilden auch heute immer noch das Rückgrat von Rechnungen über Kernreaktionen. Eine spezielle Anwendung seiner Theorie sind die nach ihm benannten Feshbach-Resonanzen, die vor allem in der Theorie der Bose-Einstein-Kondensation eine große Rolle spielt. Er arbeitete häufig mit Victor Weisskopf am MIT zusammen, zum Beispiel in der Entwicklung des optischen Modells der Kernreaktionen, zunächst für die Beschreibung der Streuung von Neutronen an Kernen. Viele weitere Konzepte in der Theorie der Kernreaktionen stammen von Feshbach.
Mit seinem Lehrer Morse schrieb er ein umfangreiches Buch über mathematische Methoden der theoretischen Physik in zwei Bänden, das er auch noch bis zu seinem Tod neu bearbeitete. Mit Morse gründete er auch 1957 die Annals of Physics für längere Übersichtsartikel, für die in den immer umfangreicheren Physical Review kein Platz mehr war.
Mit dem befreundeten israelischen Kernphysiker Amos de-Shalit schrieb Herman ein Standardwerk zur theoretischen Kernphysik (2 Bände). Er vollendete den 2. Band im Jahr 1992 ohne de-Shalit, welcher früh (1969) verstarb.
Er erhielt verschiedene Auszeichnungen, darunter 1986 die National Medal of Science und 1973 den Tom W. Bonner Preis für Kernphysik der American Physical Society. 1949 wurde er zum Fellow der American Physical Society ernannt. Er war seit 1954 Mitglied der American Academy of Arts and Sciences, die er von 1982 bis 1986 leitete. Er leitete die Physik-Abteilung der American Association for the Advancement of Science und war 1980/81 Präsident der American Physical Society. Seit 1969 war er Mitglied der National Academy of Sciences. Die jährlichen Feshbach Lectures (seit 1984) und eine Professur (seit 1999) sind am MIT nach ihm benannt. Feshbach war Berater mehrerer großer US-Forschungslaboratorien (Argonne National Laboratory, Brookhaven National Laboratory, Los Alamos National Laboratory, Lawrence Berkeley National Laboratory).
Er war verheiratet, hatte eine Tochter und zwei Söhne, darunter der 2010 verstorbene Mathematiker Mark Feshbach.
Ihm zu Ehren benannte die APS den seit 2014 jährlich vergebenen Herman Feshbach Prize in Theoretical Nuclear Physics.

## Schriften
- Philip M. Morse, Herman Feshbach: Methods of Theoretical Physics (Part I: Chapters 1 to 8) (= Leonard I. Schiff [Hrsg.]: International Series in Pure and Applied Physics. Band 1). McGraw-Hill, 1953 (englisch, archive.org).
- Philip M. Morse, Herman Feshbach: Methods of Theoretical Physics (Part II: Chapters 9 to 13) (= Leonard I. Schiff [Hrsg.]: International Series in Pure and Applied Physics. Band 2). McGraw-Hill, 1953 (englisch, archive.org).
- als Herausgeber mit Amos de Shalit, Léon Van Hove: Preludes in theoretical physics. In honor of V. F. Weisskopf. North Holland, Amsterdam 1966, (Essays).
- Amos DeShalit, Herman Feshbach: Theoretical Nuclear Physics – Nuclear Structure. Band 1. John Wiley & Sons, New York 1974, ISBN 0-471-20385-8 (englisch).
- Herman Feshbach: Theoretical Nuclear Physics – Nuclear Reactions. Band 2. John Wiley & Sons, New York 1992, ISBN 0-471-05750-9 (englisch).
- Herman Feshbach: Nuclear Reactions. In: Wiley-VCH Verlag GmbH & Co. KGaA (Hrsg.): digital Encyclopedia of Applied Physics. Wiley-VCH Verlag GmbH & Co. KGaA, Weinheim, Germany 2003, ISBN 978-3-527-60043-4, S. eap277, doi:10.1002/3527600434.eap277 (englisch). Aktueller Stand 2015.